# Kommunalvalen i Sverige 1930 och 1931
Kommunalvalet i Sverige 1930 genomfördes under hösten 1930 och 19 mars 1931 i Stockholms stad. Vid detta val valdes kommunalfullmäktige och stadsfullmäktige för mandatperioden 1931–1934/1935 i 1 177 av 2 531 kommuner. Valet påverkade också på sikt första kammarens sammansättning. Stadsfullmäktigevalen var utspridda mellan 9 september och 19 mars, men ungefär hälften ägde rum samtidigt som landstingsvalen, vilket var runt den 21 september. Detsamma gällde 774 val till kommunfullmäktige, medan valet ägde rum någon annan dag i 291 kommuner. 
För att kommunfullmäktige skulle vara obligatoriskt behövde kommunen ifråga ett invånarantal högre än 1 500. Denna siffra överskred 873 kommuner, medan 192 valde att ha fullmäktige ändå. Utöver detta ägde 112 stadsfullmäktigeval och 77 municipalfullmäktigeval rum. De sistnämnda räknas dock inte med som "riktiga" kommunalval.

## Stadsfullmäktigevalen
| Stadsfullmäktigevalen | Stadsfullmäktigevalen        | Stadsfullmäktigevalen | Stadsfullmäktigevalen | Stadsfullmäktigevalen | Stadsfullmäktigevalen | Stadsfullmäktigevalen |
| Parti                 | Parti                        | Röster                | Röster                | Röster                | Mandatfördelning      | Mandatfördelning      |
| Parti                 | Parti                        | Antal                 | %                     | +− %                  | Antal                 | +−                    |
| --------------------- | ---------------------------- | --------------------- | --------------------- | --------------------- | --------------------- | --------------------- |
|                       | Socialdemokraterna           | 360 512               | 47,9                  | +5,5                  | 1 537                 | +141                  |
|                       | Allmänna valmansförbundet    | 255 759               | 34,0                  | -2,6                  | 1 268                 | -47                   |
|                       | Frisinnade folkpartiet       | 52 663                | 7,0                   | -1,0                  | 368                   | -42                   |
|                       | Liberala riksdagspartiet     | 34 310                | 4,6                   | -0,9                  | 116                   | -17                   |
|                       | Sveriges kommunistiska parti | 29 341                | 3,9                   | +3,9                  | 61                    | +61                   |
|                       | Sveriges kommunistiska parti | 9 676                 | 1,3                   | -5,0                  | 70                    | -94                   |
|                       | Övriga partier               | 9 750                 | 1,3                   | —                     | 77                    | —                     |
| Antal giltiga röster  | Antal giltiga röster         | 752 011               | 100                   |                       | 3 451                 | -3                    |
| Ogiltiga röster       | Ogiltiga röster              | 1 842                 |                       |                       |                       |                       |
| Totalt                | Totalt                       | 753 853 (61,6%)       |                       |                       |                       |                       |

Flera städer ingick inte i något av landstingen på grund av sin storlek. Vid valet 1930 och 1931 var dessa sex stycken av totalt 112 städer i landet; Stockholm, Göteborg, Malmö, Norrköping, Helsingborg och Gävle. Denna särställning gjorde att städerna jämte landstingen fick delta i förstakammarvalen, där de valda stadsfullmäktigen agerade valmän. Ibland jämställs därför dessa stadsfullmäktigeval med landstingsval.
| Stockholm            | Stockholm                    | Stockholm       | Stockholm | Stockholm | Stockholm |
| Parti                | Parti                        | Röster          | Röster    | Mandat    | Mandat    |
| Parti                | Parti                        | Antal           | %         | Antal     | +−        |
| -------------------- | ---------------------------- | --------------- | --------- | --------- | --------- |
|                      | Socialdemokraterna           | 105 424         | 48,0      | 52        | +9        |
|                      | Allmänna valmansförbundet    | 75 591          | 34,4      | 35        | -4        |
|                      | Sveriges kommunistiska parti | 15 963          | 7,3       | 5         | +5        |
|                      | Liberala riksdagspartiet     | 11 942          | 5,4       | 5         | +-0       |
|                      | Frisinnade folkpartiet       | 7 613           | 3,5       | 3         | -1        |
|                      | Övriga partier               | 3 105           | 1,4       | 0         | —         |
| Antal giltiga röster | Antal giltiga röster         | 219 638         | 100       | 100       | +-0       |
| Ogiltiga röster      | Ogiltiga röster              | 905             |           |           |           |
| Totalt               | Totalt                       | 220 543 (65,1%) |           |           |           |

| Göteborg             | Göteborg                  | Göteborg       | Göteborg | Göteborg | Göteborg |
| Parti                | Parti                     | Röster         | Röster   | Mandat   | Mandat   |
| Parti                | Parti                     | Antal          | %        | Antal    | +−       |
| -------------------- | ------------------------- | -------------- | -------- | -------- | -------- |
|                      | Socialdemokraterna        | 44 671         | 49,6     | 32       | +7       |
|                      | Allmänna valmansförbundet | 27 533         | 30,6     | 20       | +2       |
|                      | Liberala och Frisinnade   | 12 759         | 14,2     | 8        | -2       |
|                      | Övriga partier            | 5 015          | 5,6      | 0        | —        |
| Antal giltiga röster | Antal giltiga röster      | 89 978         | 100      | 60       | +-0      |
| Ogiltiga röster      | Ogiltiga röster           | 57             |          |          |          |
| Totalt               | Totalt                    | 90 035 (63,5%) |          |          |          |

| Malmö                | Malmö                     | Malmö          | Malmö  | Malmö  | Malmö  |
| Parti                | Parti                     | Röster         | Röster | Mandat | Mandat |
| Parti                | Parti                     | Antal          | %      | Antal  | +−     |
| -------------------- | ------------------------- | -------------- | ------ | ------ | ------ |
|                      | Socialdemokraterna        | 28 341         | 60,7   | 35     | +4     |
|                      | Allmänna valmansförbundet | 14 925         | 32,0   | 17     | -3     |
|                      | Frisinnade folkpartiet    | 2 974          | 6,4    | 2      | -1     |
|                      | Övriga partier            | 413            | 0,9    | 0      | —      |
| Antal giltiga röster | Antal giltiga röster      | 46 653         | 100    | 54     | +-0    |
| Ogiltiga röster      | Ogiltiga röster           | 52             |        |        |        |
| Totalt               | Totalt                    | 46 705 (61,2%) |        |        |        |

| Norrköping           | Norrköping                   | Norrköping     | Norrköping | Norrköping | Norrköping |
| Parti                | Parti                        | Röster         | Röster     | Mandat     | Mandat     |
| Parti                | Parti                        | Antal          | %          | Antal      | +−         |
| -------------------- | ---------------------------- | -------------- | ---------- | ---------- | ---------- |
|                      | Socialdemokraterna           | 11 219         | 52,9       | 33         | +3         |
|                      | Allmänna valmansförbundet    | 7 800          | 36,8       | 23         | +-0        |
|                      | Frisinnade folkpartiet       | 1 244          | 5,9        | 2          | +2         |
|                      | Sveriges kommunistiska parti | 820            | 3,9        | 1          | +1         |
|                      | Övriga partier               | 221            | 1,0        | 0          | —          |
| Antal giltiga röster | Antal giltiga röster         | 21 214         | 100        | 60         | +-0        |
| Ogiltiga röster      | Ogiltiga röster              | 27             |            |            |            |
| Totalt               | Totalt                       | 21 241 (59,4%) |            |            |            |

| Helsingborg          | Helsingborg               | Helsingborg    | Helsingborg | Helsingborg | Helsingborg |
| Parti                | Parti                     | Röster         | Röster      | Mandat      | Mandat      |
| Parti                | Parti                     | Antal          | %           | Antal       | +−          |
| -------------------- | ------------------------- | -------------- | ----------- | ----------- | ----------- |
|                      | Socialdemokraterna        | 11 111         | 52,1        | 28          | +2          |
|                      | Allmänna valmansförbundet | 7 545          | 35,4        | 21          | -2          |
|                      | Fri grupp för lägre skatt | 1 406          | 6,6         | 2           | +2          |
|                      | Övriga partier            | 1 244          | 5,8         | 0           | —           |
| Antal giltiga röster | Antal giltiga röster      | 21 306         | 100         | 51          | +-0         |
| Ogiltiga röster      | Ogiltiga röster           | 86             |             |             |             |
| Totalt               | Totalt                    | 21 392 (64,8%) |             |             |             |

| Gävle                | Gävle                        | Gävle          | Gävle  | Gävle  | Gävle  |
| Parti                | Parti                        | Röster         | Röster | Mandat | Mandat |
| Parti                | Parti                        | Antal          | %      | Antal  | +−     |
| -------------------- | ---------------------------- | -------------- | ------ | ------ | ------ |
|                      | Socialdemokraterna           | 5 732          | 50,2   | 23     | -1     |
|                      | Allmänna valmansförbundet    | 3 695          | 32,4   | 15     | +1     |
|                      | Den borgerliga vänstern      | 1 655          | 14,5   | 6      | +-0    |
|                      | Sveriges kommunistiska parti | 334            | 2,9    | 1      | +1     |
| Antal giltiga röster | Antal giltiga röster         | 11 416         | 100    | 45     | +-0    |
| Ogiltiga röster      | Ogiltiga röster              | 26             |        |        |        |
| Totalt               | Totalt                       | 11 442 (49,2%) |        |        |        |